# District de Bengshan
Le district de Bengshan (蚌山区 ; pinyin : Bèngshān Qū) est une subdivision administrative de la province de l'Anhui en Chine. Il est placé sous la juridiction de la ville-préfecture de Bengbu.